# Serbien
Serbien (serbisk: Srbija; Србија), officielt Republikken Serbien (Republika Srbija; Република Србија), er et land på Balkan i Sydøsteuropa. Landet udgjorde tidligere den største og mest befolkede delrepublik i den Socialistiske Føderale Republik Jugoslavien. Det grænser op til Ungarn mod nord, Rumænien mod nordøst, Bulgarien mod sydøst, Nordmakedonien mod syd, Kroatien og Bosnien-Hercegovina mod vest samt Montenegro mod sydvest. Derudover har Serbien grænse til Albanien gennem det omstridte territoriale område Kosovo.
Republikken Serbien, som har et areal på 77.474 km², består ud over det geografiske område Serbien af den autonome provins Vojvodina. Kosovo er formelt en del af Republikken Serbien, men erklærede sig i 2008 uafhængig og er i dag de facto uafhængig af Serbien. Hovedstaden i Republikken Serbien er Beograd.
Indtil 3. juni 2006 indgik Serbien i en konføderation med Montenegro.
Efter at Montenegro holdt folkeafstemning den 21. maj 2006, er begge lande nu igen selvstændige stater. Der var en overgangsperiode på 50 dage for at gennemføre delingen mellem disse to stater inden selvstændigheden trådte i kraft.[kilde mangler]
Den 6. juni 2006 kl. 11:55 blev det fælles flag for Serbien og Montenegro taget ned under tonerne af nationalsangen "Hej Sloveni", og kl. 12:00 blev det serbiske flag hejst under tonerne af den serbiske nationalmelodi.[kilde mangler]
Serbiens økonomi består af en meget stor tertiærsektor.

## Historie
I det 7. århundrede indvandrede slaviske serbere, der blev kristne i det 10. århundrede, og de kom efterfølgende skiftevis under byzantinsk og bulgarsk overherredømme. De dannede den selvstændige stat Serbien i 1159, som blev kongerige i 1217. Under Serbien forenedes efterhånden alle serbiske folkestammer, og en tid hørte også Nordgrækenland og Bulgarien under Serbien, hvis konge Stefan Dušan i 1346 tog titlen zar. Zarriget Serbien bestod under Stefan Dušan fra 1331-55, og hans efterfølger Stefan Uroš V (også kaldet "Den Svage") 1355-1371.
Tvrtko I Kotromanić (1353-1391) var en bosnisk konge der regerede over Serbien. I 1377 kronede Tvrtko I sig som "Konge af Serbien, Bosnien og Kystområderne". 
Tvrtko erobrede dele af det vestlige Serbien, herunder Užice-regionen og byen Sjenica samt dele af Raška og regioner omkring floden Lim. Tvrtko I støttede serbiske adelige, der var utilfredse med den osmanniske ekspansion, og blev anerkendt som hersker over serbiske områder efter Slaget ved Kosovo (1389), da det serbiske fyrstedømme blev svækket. 

### Osmannernes erobring
I slutningen af 1300-tallet erobrede osmannerne Serbien, da serberne, og deres allierede blev slået i Slaget på Solsortesletten den 28. juni 1389. Efter slaget fik ridderen Miloš Obilić den osmanniske sultan til at tro, at han var overløber – han knælede foran sultanen og jog en dolk i hans hjerte, hvorefter han blev halshugget. Derefter forblev osmannerne i Serbien i 500 år, hvorefter serberne befriede sig fra tyrkerne.
I det 17. og 18. århundrede var Serbien gentagne gange krigsskueplads under kampene mellem Østrig og Det Osmanniske Rige. I 1804 gjorde serberne oprør og fik selvstyre under en kristen fyrste i 1812. I de følgende år svækkedes landet ved tronstridigheder mellem slægterne Obrenović og Karadjordjević.

### Serbisk uafhængighed
Efter århundreders kontrol under Osmannerriget blev Serbien grundlagt som et autonomt fyrstedømme efter det Andet Serbiske Oprør (1815–1817), ledet af Miloš Obrenović. I 1817 blev Miloš Obrenović anerkendt som arvelig fyrste ("Knjaz") af Osmannerriget. Aftalen markerede begyndelsen på Serbiens autonome status inden for Osmannerriget. Det serbiske fyrstedømme omfattede Šumadija og regioner omkring floden Morava, og gradvist blev områder som Beograd inddraget. Autonomien blev formelt bekræftet i 1830, da Osmannerriget udstedte et sultanisk edikt (hatt-i sharif), der anerkendte Serbien som selvstyrende med ret til at vælge sine egne fyrster.
I 1878 anerkendte Berlinerkongressen Serbiens uafhængighed og suverænitet, hvilket gav Serbien ret til at føre sin egen udenrigspolitik. Den 6. marts 1882 blev fyrste Milan Obrenović kronet som Kong Milan I og proklamerede det selvstændige Kongerige Serbien. Kongeriget omfattede det centrale og sydlige Serbien og blev gradvist udvidet til også at omfatte strategiske områder tæt på dagens grænser.
Den 6. november 1903 myrdedes Serbiens Kong Alexander 1. Obrenović og Dronning Draga af en officersgruppe, hvorefter Peter 1. Karadjordjević blev konge. I de følgende år førte Serbien pro-russisk politik og arbejdede for en forening af de sydslaviske områder i Østrig-Ungarn med Serbien. Den 13. marts 1912 indgik Serbien og Bulgarien hemmeligt forbund mod Det Osmanniske Rige.
Fra den 18. oktober 1912 til den 3. december 1912 førtes den 1. Balkankrig, og i dagene 28-31. oktober 1912 kom det til serbisk sejr over osmannerne ved byen Kumanovo, som i dag ligger i Nordmakedonien. Fra den 3. februar 1913 til den 23. april 1913 førtes den 2. Balkankrig. Fra den 30. juni 1913 til den 10. august 1913 førtes den 3. Balkankrig. Officielt regnes den 2. og den 3. Balkankrig som den 2. Balkankrig, mens befolkningen i Nordmakedonien (og på Balkan) har delt den i 2. og 3. Balkankrig på grund af den korte våbenstilstand mellem krigene.
Fra 1912-1913 deltog Serbien i Balkan-krigene mod Det Osmanniske Rige og opnåede udvidelser i areal i Nordmakedonien, men Østrig-Ungarn hindrede, at Serbien fik adgang til havet. Den stadig stigende spænding mellem Serbien og Østrig-Ungarn udløstes den 28. juni 1914, da den serbiske student Gavrilo Princip myrdede den østrig-ungarske tronfølger Ærkehertug Franz Ferdinand i Sarajevo, hvilket blev anledning til 1. verdenskrigs udbrud.
Den 23. juli 1914 stillede Østrig-Ungarn Serbien et ultimatum, som ikke kunne accepteres. Den 28. juli 1914 erklærede Østrig-Ungarn Serbien krig. Fra den 12. august til den 24. august 1914 begyndte den Østrig-Ungarske offensiv mod Serbien. Fra den 6. september 1914 til den 15. december 1914 startede Østrig-Ungarn en ny offensiv mod Serbien. Fra den 2. december til den 15. december 1914 blev Østrig-Ungarn fordrevet fra Serbien efter en række slag. Den 7. oktober 1915 begyndte General Mackensen en offensiv mod Serbien. Den 9. oktober 1915 besattes hovedstaden Beograd. Den 14. oktober 1915 erklærede Bulgarien Serbien krig. Fra den 23-24. november 1915 blev serberne fuldstændig slået ved byen Priština, hvorefter Kong Peter flygtede ud af landet. I 1916 blev Serbien erobret.

### Jugoslavien
Efter Østrig-Ungarns sammenbrud i 1918 blev Serbien kernen i det nyoprettede Kongerige af Serbere, Kroater og Slovenere, som proklameredes den 1. december 1918 med Peter 1. som konge.
Da aksemagterne i 1941 havde erobret Kongeriget Jugoslavien, dannedes et nyt Serbien ledet af diktatoren Milan Nedić.
Efter befrielsen i 1945 dannedes Den Føderative Folkerepublik Jugoslavien (FNRJ), og senere Den Socialistiske Føderative Republik Jugoslavien (SFRJ).

## Politik og administration
Serbiens nationalforsamling kaldes Narodna Skupština Srbije.

### Politiske partier
Det største parti i Serbien er: "Srpska Napredna Stranka" (SNS). SNS har støtte fra over 60 % af den serbiske befolkning. Andre partier er: "Demokratska Stranka" (DS), "Srpska Radikalna Stranka" (SRS), "Demokratska Stranka Srbije" (DSS), "G 17 Plus", "Srpski Pokret Obnove – Nova Srbija" (SPO – NS) og "Socijalistička Partija Srbije" (SPS).[kilde mangler]

### Administrativ inddeling
Serbien er geografisk inddelt i den autonome provins Vojvodina og Centralserbien (Vojvodina i Centralna Srbija; Војводина и Централна Србија).